# Копечел (Біхор)
Копечел (рум. Copăcel) — село у повіті Біхор в Румунії. Адміністративний центр комуни Копечел.
Село розташоване на відстані 415 км на північний захід від Бухареста, 21 км на південний схід від Ораді, 111 км на захід від Клуж-Напоки.

## Населення
За даними перепису населення 2002 року у селі проживали 475 осіб. Усі жителі села рідною мовою назвали румунську.
Національний склад населення села:
| Національність | Кількість осіб | Відсоток |
| -------------- | -------------- | -------- |
| румуни         | 393            | 82,7%    |
| цигани         | 82             | 17,3%    |